# MBK Booster - Yamaha BW's
Pour les articles homonymes, voir Booster.

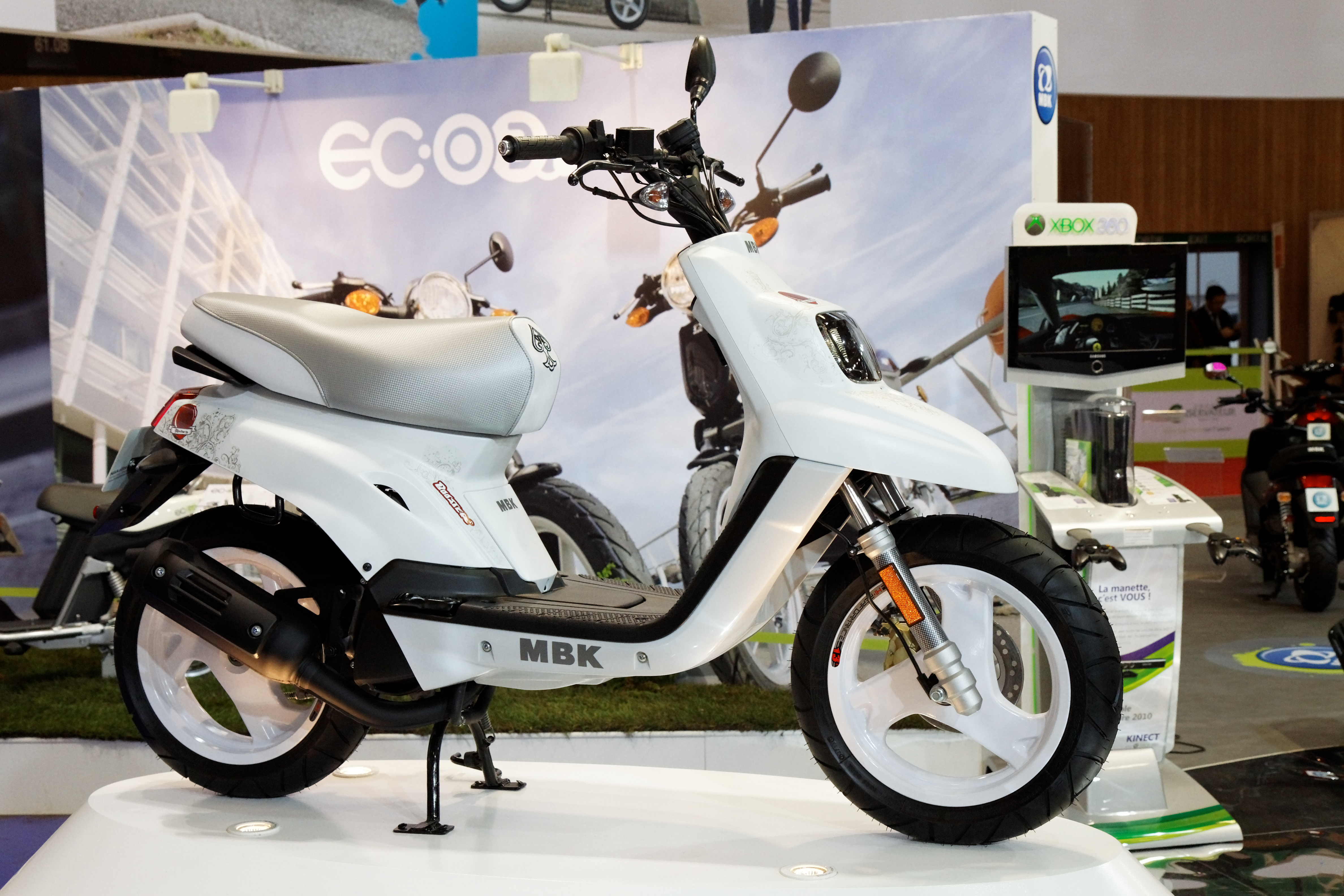
Un Booster exposé au salon de la moto de Paris en 2011.

Les MBK Booster et Yamaha BW's sont deux modèles de scooters identiques, équipés de moteurs à refroidissement à air de 50 à 125 cm3, conçus par Yamaha et distribués respectivement sous les marques MBK et Yamaha. Avec plus de deux millions d'unités vendues en un peu plus de vingt ans, Les Booster et BW's ont connu une très grande popularité de par le monde, principalement dans les années 1990.

## Historique

### Naissance et échec commercial au Japon
Né au milieu des années 1980 dans les bureaux d'études des usines Yamaha au Japon, ce deux-roues est pensé et conçu pour un jeune public. Le concept, à la fois ludique et sportif, vise à faciliter les déplacements des adolescents en ville. Nommé « BW’s » dans un premier temps du fait de ses gros pneus (BW’s, prononcé à l'anglaise « Bi-ouiz », est l'abréviation de Big Wheels, soit « grosses roues »), le scooter est uniquement commercialisé au Japon mais il s’y vend peu.

### Nouveau départ en Europe
MBK et Yamaha France, persuadés que le BW’s va relancer le marché français, proposent d'en reprendre la fabrication et la commercialisation. Yamaha acquiert la société MBK, un choix qui lui permet d'attaquer plus facilement les marchés français et européen.
C’est à l’usine de Saint-Quentin que le BW’s fabriqué en France voit le jour. Dès sa sortie, le scooter à gros pneus est renommé « Booster » chez MBK, afin de laisser son identité au constructeur français. Les modèles MBK Booster et Yamaha BW's sont identiques : seuls leurs logos et leurs coloris les distinguent.
Les premiers modèles sont présentés au Salon de Tokyo de 1988 puis au Salon de la Moto à Paris, en octobre 1989.
Le pari est audacieux et s’avère payant : dès les premiers mois de commercialisation, les BW’s et Booster sont un succès et de nombreux adolescents français l’adoptent. Avec leur look atypique, leur grande maniabilité et leur rapport poids / puissance inégalable, ils séduisent rapidement un large public jusqu’à devenir un standard, une icone.
Le BW's 50 était avant tout destiné aux marchés japonais et nord-américain où son image était censée bénéficier de la popularité des ATV à trois roues.
Son succès dépasse toutes les attentes puisque l'on dénombre 4 138 unités vendues en Italie la première année et 5 582 en France. On compte plus de 20 000 exemplaires vendus en 1992 et 26 000 en 1993.
En 1993, MBK annonce que, pour la première fois, il s'est vendu en France plus de scooters que de cyclomoteurs de type « mob ». Malgré cela, chez MBK et Yamaha les ventes se stabilisent : 25 000 Booster et BW’s sont vendus dans l'année. Le marché mûrit et la concurrence commence à réagir.

### Extension de la gamme
Pour conserver leur place de leader, MBK et Yamaha se devaient de faire évoluer leurs modèles quelque peu vieillissants. C'est équipés d’une fourche hydraulique, d’un frein à disque avant, de jantes à bâtons et d’une transmission offrant une meilleure accélération que les Booster Road et BW’s R voient le jour au cours de l’année 1994.
Cependant, les Booster Road et BW’s R ne cessent de perdre des parts de marché face aux scooters Peugeot et Piaggio au comportement plus routier. Aussi MBK et Yamaha sortent-ils deux modèles au cours de l’année 1995 afin d’étoffer leur gamme. Les MBK/Yamaha Next Generation et MBK Rocket/Yamaha Spy (12") sont plus puissants, mieux équipés, et surtout complètement redessinés.
En 1996, face à un marché toujours croissant, MBK lance le Booster Spirit et Yamaha le BW’s Original pour concurrencer les modèles de scooters Peugeot. Avec leurs 70 kg, Booster et BW’s bénéficient du meilleur rapport poids/puissance du marché. À l’approche de l’été, MBK et Yamaha tentent une offensive sur le scooter tout terrain. Une version modifiée du Next Generation donne naissance aux MBK Booster Track et Yamaha BW’s Bump, qualifiés de « scooters de l’extrême ».
En 1997, MBK et Yamaha s’inspirent d'une tendance sportive et annoncent la sortie du Nitro et de l’Aerox, afin de détrôner les modèles sport des nombreux concurrents tels que Peugeot, Piaggio, Malaguti, Aprilia et Gilera. Les scooters à grosses roues restent néanmoins les plus nombreux du marché. Booster et BW’s sont polyvalents et passe-partout. Grâce à leur petit gabarit et leur poids réduit, ils offrent les meilleures accélérations.

### Nouvelles motorisations
L’usine de Saint-Quentin célèbre la production de son millionième Booster en 1999, équipé de roues de douze pouces. (Viendront les Booster Spirit 12" et BW's Original 12".)
La même année sort le BW's 100. D'une ligne similaire au BW's NG 50, il dispose d'un châssis renforcé et d'un gabarit plus généreux. Sous sa carrosserie « pour jeunes » se cache un moteur de 100 cm3 deux temps de 8 ch, lui permettant de dépasser les 90 km/h. Destiné aux jeunes adultes actifs, conjuguant les avantages du cyclomoteur et du scooter 125, il ne rencontre pas le succès escompté. Sa production s'arrête en 2003, condamné par la nouvelle norme antipollution Euro 2.
En 2000, MBK et Yamaha stoppent la production des Booster Track et BW’s Bump et sortent une série limitée de Booster Spirit et BW’s Original pour fêter leurs dix ans.
En 2010 sort le BW's 125, doté d'un moteur 125 cm3 à quatre temps de 9 ch lui permettant d'atteindre les 100 km/h. Sa ligne est inspirée de celle du BW's 50 sorti au Japon un an plus tôt. Avec un tarif assez élevé (3 000 €, soit le prix du Majesty 125 avant son arrêt de production), il ne rencontre pas un franc succès.
En avril 2013, pour les plus nostalgiques, mais aussi pour faire face à la concurrence des scooters chinois low-cost, MBK et Yamaha sortent le Booster one/BW's easy. Il est proche de celui des origines : muni d'équipements plus basiques, il rappelle les toutes premières versions de ces modèles comme les grosses roues de dix pouces avec jantes en plaque d'acier, les freins avant et arrière à tambour, l'instrumentation analogique. À noter qu'il n'est pas non plus équipé de démarreur électrique à l'inverse du tout premier modèle. Il coûte 1 459 € en France, soit 400 € de moins que le BW's Original (qui coûte pour sa part 1 859 €, tarif qui n'a pratiquement pas évolué depuis la sortie du tout premier Booster, le prix de vente était établi alors à environ 12 500 FF). Seuls quelques petits détails permettent de le distinguer de la toute première version. Avec ces modèles, le couple Yamaha-MBK joue la carte du tarif pour venir contrer les scooters bon marché, sans rogner pour autant sur la qualité.
Aujourd’hui le MBK Booster est uniquement disponible d’occasion. Les modèles les plus anciens sont très prisés des scootéristes nostalgiques de leur adolescence. Le MBK Booster continue d'arpenter les routes européennes grâce aux nombreux sites internet qui fournissent des pièces détachées pour l'entretenir, le répararer et même le personnaliser.